# Taikang
Taikang (chinesisch 太康县, Pinyin Tàikāng Xiàn) ist ein Kreis in der chinesischen Provinz Henan, der zum Verwaltungsgebiet der bezirksfreien Stadt Zhoukou gehört. Taikang hat eine Fläche von 1.761 km² und zählt 1.032.100 Einwohner (Stand: Ende 2018).
Der konfuzianische Tempel von Taikang (Taikang wenmiao 太康文庙) steht seit 2006 auf der Liste der Denkmäler der Volksrepublik China (6-656).